# André Chorda
André Chorda (Charleval, Francia, 20 de febrero de 1938-Niza, Francia, 18 de junio de 1998) fue un futbolista francés que se desempeñó como defensor. Jugó para Francia en la Copa Mundial de Fútbol de 1966.

## Equipos
| Equipo                         | País                | Años                | PJ  | Goles |
| ------------------------------ | ------------------- | ------------------- | --- | ----- |
| OGC Niza                       | Francia             | 1957-1962           | 138 | 3     |
| FC Girondins de Burdeos        | Francia             | 1962-1969           | 227 | 13    |
| OGC Niza                       | Francia             | 1970-1974           | 137 | 2     |
| Selección de fútbol de Francia | Francia             | 1960–1966           | 21  | 0     |
| Total en su carrera            | Total en su carrera | Total en su carrera | 523 | 18    |

## Palmarés
| Título  | Club     | Año  |
| ------- | -------- | ---- |
| Ligue 1 | OGC Niza | 1957 |